# سمير فرج
سمير سعيد محمود فرج هو عسكري مصري شغل منصب محافظ الأقصر منذ عام 2009 حتى 2011، ومدير الشئون المعنوية منذ 1993 حتى 2000، كما شغل منصب وكيل أول وزارة السياحة ورئيس دار الأوبرا المصرية، ويشغل حالياً منصب رئيس مجلس الإدارة والعضو المنتدب لشركة NatEnergy.
تخرج من الكلية الحربية عام 1963 والتحق بسلاح المشاة، ليتدرج في المناصب العسكرية حتى منصب قائد فرقة مشاة ميكانيكي، ثم تخرج من كلية أركان حرب المصرية في عام 1973، والتحق بعدها بكلية كمبرلي الملكية لأركان الحرب بإنجلترا في عام 1974، وعُيّن مدرساً بها فور تخرجه منها ليكون بذلك أول ضابط خارج دول حلف الناتو والكومنولث يُعين في هذا المنصب.
شارك في حرب أكتوبر عام 1973، وتولى العديد من المناصب الرئيسية في القوات المسلحة المصرية في هيئة العمليات وهيئة البحوث العسكرية (مصر) وعمل مدرساً في معهد المشاة، ومدرسا بكلية القادة والأركان. كما عُيِّن مديراً لمكتب مدير عام المخابرات الحربية، كما عُيِّن ملحقاً عسكرياً إلى تركيا في الفترة من 1990 إلى 1993.
تولّى رئاسة المجلس الأعلى لمدينة الأقصر في عام 2004 والتي تم تحويلها إلى محافظة في عام 2009 وعُيِّن كأول محافظ لها وشغل هذا المنصب حتى عام 2011.

## حياته ودراسته
ولد في 14 يناير في مدينة بورسعيد، وتخرج من الكلية الحربية عام 1963 بتقدير امتياز والتحق بسلاح المشاة، ليتدرج في المناصب العسكرية حتى منصب قائد فرقة مشاة ميكانيكي.
تخرج من كلية أركان حرب المصرية في عام 1973، والتحق بعدها بكلية كمبرلي الملكية لأركان الحرب بإنجلترا في عام 1974، وعُيّن مدرساً بها فور تخرجه منها ليكون بذلك أول ضابط من خارج دول حلف الناتو والكومنولث يُعين في هذا المنصب.
حصل أيضاً على ليسانس الآداب قسم التاريخ من جامعة عين شمس في عام 1979 ودبلوم إدراة الأعمال من الولايات المتحدة الأمريكية في عام 1982 ودرجة الدكتوراه عن «دور الإعلام في إعداد الدولة لتحقيق الأمن القومي المصري».

## حياته العسكرية
تولى العديد من المناصب في القوات المسلحة المصرية في هيئة العمليات وهيئة البحوث العسكرية. وعمل مدرساً في معهد المشاة ومدرسا بكلية القادة والأركان كما عين مديراً لمكتب مدير عام المخابرات الحربية.
شارك في حرب أكتوبر 1973 حيث كان ضابط عمليات في «مركز 10» ضمن عمليات القيادة العامة للقوات المسلحة وكان أصغر ضابط سناً ورتبة في ذلك الوقت.
وتولى مدير إدارة الشئون المعنوية للقوات المسلحة المصرية لمدة 7 أعوام في الفترة من 1993 إلى 2000، كما عين ملحقاً عسكرياً إلى تركيا في الفترة من 1990 إلى 1993.

## مناصب مدنية
تولى رئاسة المجلس الأعلى لمدينة الأقصر في عام 2004، وقام خلالها بالعديد من المشروعات التنموية مثل تنفيذ مشروع لإعادة فتح طريق الكباش الذي كان يصل ما بين معبدي الأقصر والكرنك، وتطوير الساحة الأمامية لساحة معبد الأقصر ومسجد أبو الحجاج، تطوير الساحة الأمامية لمعبد الكرنك وهدم كافة العشوائيات التي كانت تعيق الرؤية أمام المعبد، وإنشاء أول مكتبة عامة بالأقصر، إنشاء أول مكتبة متخصصة لعلوم المصريات في الشرق الأوسط، وفي عام 2009 تم تحويلها إلى محافظة وعُيِّن أول محافظ لها، وشغل هذا المنصب حتى عام 2011.
كما شغل منصب مدير دار الأوبرا المصرية في الفترة من عام 2000 حتى عام 2004، وقام خلالها بتجديد وإعادة افتتاح مسرح سيد درويش بالإسكندرية، وتطوير وإعادة افتتاح معهد الموسيقى العربية بعد عقود طويلة من إغلاقه، وتطوير متحف دار الأوبر االمصرية، وإنشاء متحف مقتنيات الموسيقار الراحل محمد عبد الوهاب.

## عضويات
- عضو مجلس إدارة كلية الفنون الجميلة بجامعة عين شمس.
- عضو مجلس إدارة جامعة جنوب الوادي في قنا.
- عضو المجلس الأمريكي المصري.
- مثّل مصر لمدة عامين كعضو مركز الدراسات الإستراتيجية في لندن.

## الأوسمة والتكريم
- وسام الجمهورية طبقة ثانية
- نوط الواجب العسكري طبقة ثانية
- نوط الخدمة الممتازة
- ميدالية الخدمة الطويلة والقدوة الحسنة.[8][9]

## مؤلفاته
له عدة كتب ومؤلفات في مجال السياسة والأمن القومي والإستراتيجية، وله مقال أسبوعي في جريدة الأهرام والأخبار والجمهورية كما ينشر عدة مقالات بجريدة المصري اليوم صدر له حتى الآن ثلاثة كتب :
1- أوراق من حياتي 
2- وداعًا للسلاح، سيرة محارب
3- سبع سنوات في طيبة، تجربة محافظ 